# Leichtathletik-Ozeanienmeisterschaften 1994
Die zweiten Leichtathletik-Ozeanienmeisterschaften fanden vom 23. bis 26. Februar 1994 in der  neuseeländischen Stadt Auckland statt. Es wurden 41 Wettkämpfe ausgetragen, davon 22 für Männer und 19 für Frauen.

## Liste der Medaillengewinner

### Männer
| Disziplin         | Gold               | Gold         | Silber                 | Silber       | Bronze                 | Bronze       |
| ----------------- | ------------------ | ------------ | ---------------------- | ------------ | ---------------------- | ------------ |
| 100 m             | Jone Delai         | 10,63 s      | Chris Wilkinson        | 10,82 s      | Ross Fitzpatrick       | 10,83 s      |
| 200 m             | Jone Delai         | 21,55 s      | Solomone Bole          | 21,94 s      | James Noblet           | 21,97 s      |
| 400 m             | Mark Wilson        | 47,25 s      | Dean Sheddan           | 48,22 s      | Rhoderick Grivas       | 48,62 s      |
| 800 m             | Mark Tonks         | 1:50,38 min  | Mark Turner            | 1:51,30 min  | Rhoderick Grivas       | 1:52,15 min  |
| 1500 m            | John Henwood       | 3:51,71 min  | Stephen Blair          | 3:52,08 min  | Daniel Hill            | 3:52,35 min  |
| 5000 m            | Jason Cameron      | 14:44,62 min | Thor Anderson          | 16:07,78 min | Morris Manai           | 16:07,84 min |
| 10.000 m          | Paul McRae         | 31:11,97 min | Parshottam Lal         | 33:26,81 min | Ashok Kumar            | 33:43,65 min |
| Marathon          | Robert Holland     | 2:33:16 h    | Mervyn Shields         | 2:39:29 h    | Ian Moore              | 2:41:11 h    |
| 110 m Hürden      | Nick Bolton        | 14,67 s (w)  | Robert Tupuhoé         | 14,95 s (w)  | Sekona Vi              | 15,15 s (w)  |
| 400 m Hürden      | Nick Bolton        | 53,01 s      | Sekona Vi              | 53,51 s      | Autiko Daunakamakama   | 53,79 s      |
| 3000 m Hindernis  | Hamish Christensen | 8:54,74 min  | Matthew Holder         | 9:08,55 min  | Davendra Singh         | 9:21,64 min  |
| 4 × 100 m Staffel | Neuseeland         | 41,57 s      | Australien             | 41,98 s      | Tonga                  | 42,43 s      |
| 4 × 400 m Staffel | Fidschi            | 3:12,40 min  | Neuseeland             | 3:13,11 min  | Australien             | 3:18,73 min  |
| 20 km Gehen       | Shane Brown        | 1:43:55 h    | Mark Nipperess         | 1:51:56 h    | Dip Chand              | 1:57:42 h    |
| Hochsprung        | Michael Sharapoff  | 2,05 m       | Arvindra Maharaj       | 1,99 m       | Jean-Luc Mu Kwai Chuan | 1,93 m       |
| Stabhochsprung    | Thibaut Cattiau    | 4,55 m       | Jean-Luc Mu Kwai Chuan | 4,45 m       | Lee Brown              | 4,45 m       |
| Weitsprung        | Aaron Langdon      | 7,62 m (w)   | Julian Manderson       | 7,43 m (w)   | Apolosi Foliaki        | 7,01 m (w)   |
| Dreisprung        | Apolosi Foliaki    | 14,95 m      | Steeve Druminy         | 14,84 m      | Driss Doukari          | 14,38 m (w)  |
| Kugelstoßen       | Patrick Hellier    | 16,10 m      | Matt Gadsby            | 15,59 m      | Kevin Galea            | 15,40 m      |
| Diskuswurf        | Gordon Barff       | 48,54 m      | Patrick Hellier        | 48,54 m      | Ian Boller             | 47,46 m      |
| Hammerwurf        | Patrick Hellier    | 63,16 m      | Yannick Fakaté         | 52,20 m      | Brentt Jones           | 51,34 m      |
| Speerwurf         | Steven Madeo       | 67,84 m      | Jioji Nadavo           | 65,40 m      | André Hmalako          | 58,82 m      |

### Frauen
| Disziplin         | Gold                     | Gold         | Silber            | Silber       | Bronze              | Bronze      |
| ----------------- | ------------------------ | ------------ | ----------------- | ------------ | ------------------- | ----------- |
| 100 m             | Vaciseva Tavaga          | 12,17 s      | Lauretta Graham   | 12,57 s      | Vani Senokonoko     | 12,77 s     |
| 200 m             | Vaciseva Tavaga          | 24,37 s (w)  | Suzanne Coleman   | 24,89 s (w)  | Tara Smith          | 25,26 s (w) |
| 400 m             | Mary-Estelle Kapalu      | 55,72 s      | Sheryn Brodie     | 57,08 s      | Seini Soroacagi     | 57,49 s     |
| 800 m             | Andrea Williams          | 2:14,13 min  | Nuree White       | 2:16,10 min  | Karolina Tanono     | 2:17,65 min |
| 1500 m            | Sharon McKenzie          | 4:39,64 min  | Vanessa Nikora    | 4:51,44 min  | Salome Tabuatalei   | 4:58,30 min |
| 5000 m            | Nicola McDonald          | 18:03,37 min | Salome Tabuatalei | 18:42,83 min |                     |             |
| Halbmarathon      | Irene Wilson             | 1:25:38 h    | Cathy Gabel       | 1:29:38 h    | Alison McVie        | 1:37:33 h   |
| 100 m Hürden      | Janiene Ashbridge        | 14,06 s (w)  | Lillyanne Beining | 14,13 s (w)  | Elizabeth Binns     | 14,76 s (w) |
| 400 m Hürden      | Mary-Estelle Kapalu      | 1:01,70 min  | Megan Merrilees   | 1:01,84 min  | Megan Minehane      | 1:03,73 min |
| 4 × 100 m Staffel | Fidschi                  | 47,10 s      | Australien        | 48,62 s      |                     |             |
| 4 × 400 m Staffel | Neuseeland               | 3:54,14 min  | Fidschi           | 3:58,03 min  | Australien          | 3:58,34 min |
| 10 km Gehen       | Monique Greenoff-Gaffney | 57:09 min    | Cherie Nelson     | 58:53 min    |                     |             |
| Hochsprung        | Carmen Hunter            | 1,77 m       | Belinda Lavarack  | 1,74 m       | Shelley Stoddart    | 1,74 m      |
| Weitsprung        | Frith Maunder            | 6,10 m       | Shelley Stoddart  | 5,81 m (w)   | Katie Ackerman      | 5,69 m (w)  |
| Dreisprung        | Shelley Stoddart         | 12,50 m      | Megan Minehane    | 11,71 m      | Salanieta Tamani    | 11,70 m     |
| Kugelstoßen       | Elizabeth Binns          | 13,08 m      | Teresa Came       | 12,80 m      | Marie-Chanelle Sako | 12,66 m     |
| Diskuswurf        | Geraldine Isaacs         | 40,02 m      | Mague Taofifenua  | 37,84 m      | Romera Tabuavuni    | 31,58 m     |
| Hammerwurf        | Teresa Came              | 50,52 m      | Miranda Winter    | 41,10 m      | Linda Polelei       | 29,82 m     |
| Speerwurf         | Melissa Brearley         | 48,34 m      | Bina Ramesh       | 47,90 m      | Linda Polelei       | 44,50 m     |

## Statistik

### Erfolgreichste Teilnehmer
Aufgeführt sind alle Teilnehmer, die bei den Ozeanienmeisterschaften 1994 mehr als eine Medaille gewannen. Nicht enthalten sind Medaillen aus den Staffelwettbewerben.
| Athlet(in)                                                        | Gold | Silber | Bronze | Gesamt |
| ----------------------------------------------------------------- | ---- | ------ | ------ | ------ |
| Patrick Hellier                                                   | 2    | 1      | 0      | 3      |
| Nick Bolton Jone Delai Vaciseva Tavaga                            | 2    | 0      | 0      | 2      |
| Shelley Stoddart                                                  | 1    | 1      | 1      | 3      |
| Teresa Came                                                       | 1    | 1      | 0      | 2      |
| Elizabeth Binns Apolosi Foliaki                                   | 1    | 0      | 1      | 2      |
| Megan Minehane Jean-Luc Mu Kwai Chuan Salome Tabuatalei Sekona Vi | 0    | 1      | 1      | 2      |
| Rhoderick Grivas Linda Polelei                                    | 0    | 0      | 2      | 2      |

### Medaillenspiegel
Die Platzierungen im Medaillenspiegel sind nach der Anzahl der gewonnenen Goldmedaillen sortiert, gefolgt von der Anzahl der Silber- und Bronzemedaillen (lexikographische Ordnung). Weisen zwei oder mehr Nationen eine identische Medaillenbilanz auf, werden sie alphabetisch geordnet auf dem gleichen Rang geführt.
| Rang | Nation                                                                    | Gold | Silber | Bronze | Gesamt |
| ---- | ------------------------------------------------------------------------- | ---- | ------ | ------ | ------ |
| 1.   | Neuseeland                                                                | 27   | 17     | 4      | 48     |
| 2.   | Fidschi                                                                   | 6    | 6      | 10     | 22     |
| 3.   | Australien                                                                | 3    | 9      | 14     | 26     |
| 4.   | Tahiti                                                                    | 3    | 2      | 2      | 7      |
| 5.   | Vanuatu                                                                   | 2    | 1      | 0      | 3      |
| 6.   | Neukaledonien                                                             | 0    | 4      | 4      | 8      |
| 7.   | Tonga                                                                     | 0    | 1      | 2      | 3      |
| 8.   | Papua-Neuguinea                                                           | 0    | 1      | 1      | 2      |
| 9.   | Norfolkinsel                                                              | 0    | 0      | 1      | 1      |
| 10.  | Amerikanisch-Samoa Cookinseln Niue Nördliche Marianen Salomonen Westsamoa | 0    | 0      | 0      | 0      |